# 氣棚
氣棚是大氣的一部分，其行為與排放物的擴散有關。它通常形成一個分析或管理單元。另外：空氣品質標準的地理邊界。它通常形成一個分析或管理單元。 另外：空氣品質標準的地理邊界。
或者，氣棚是一個地理區域，在該區域，當地的地形和氣象限制污染物從該區域擴散出去

## 外部連結
- Georgia Basin-Puget Sound International Airshed Strategy

Template:Natural resources